# آگنی والدراما
آگنی والدراما (انگلیسی: Eugeni Valderrama؛ زادهٔ ۱۹ ژوئیهٔ ۱۹۹۴) بازیکن فوتبال اهل اسپانیا است که در پست هافبک میانی در رئال ساراگوسا بازی می‌کند.
او متولد تاراگونا، کاتالونیا است و از سن ۱۲ تا ۱۷ سالگی با باشگاه بارسلونا بازی کرد.